# Asmodeu
Asmodeu, altrament Asmodai, és segons la Bíblia, un dels noms del dimoni.
El nom Asmodai es creu que deriva de l'Avèstic: aeshma-daeva (aeshma significa còlera, i daeva dimoni). Mentre Aeshma per tant el dimoni de la fúria del Zoroastrisme i declarat com a tal, el compost aeshma-daeva no es pot trobar als escrits. És malgrat tot com si aquest mot existís, i 'Asmodeus' (en grec, Ασμοδαος Asmodaios) del Llibre de Tobies i el 'Ashmedai' (en hebreu, אשמדאי Ašmday) del Talmud ho reflecteixen.

## En el Llibre de Tobit
L'Asmodeu del Llibre de Tobit es va sentir atret per Sara, la filla de Ragüel, i no volia que cap marit la posseís. Sara va casar-se set vegades, i Asmodeu va anar assassinant successivament a cadascun dels marits en la nit de noces, impedint, per tant, la consumació del matrimoni. Quan el jove Tobies es volia casar amb ella, Asmodeu li va voler donar el mateix destí. Però Tobies, seguint els consells de l'Arcàngel Rafael, va posar el fetge i el cor d'un peix sobre les brases, llavors la fortor del peix va barrar el pas al dimoni i Asmodeu va fugir a Egipte, on Rafael el va lligar de mas i peus. Asmodeu podria semblar ser un dimoni caracteritzat pel desig carnal; però també és descrit com un esperit pervers en general: 'Ασμοδαίος τὸ πονηρὸν δαιμόνιον o τõ δαιμόνιον πονηρόν, i πνεῦμα ἀκάϑαρτον. A la frase Asmodeu no li fa cap mal, perquè l'estima, sembla que el dimoni no sentiria atracció per les dones en general, només per Sara.

## En elTalmud
La figura d'Ashmedai en el Talmud és menys perjudicial que la de l'Asmodeu de Tobit. Al Talmud apareix com a de bon natural i com un col·lega graciós. Però per un altre costat, hi ha una altra cara en la qual és paral·lel a Asmodeus, en la mesura en què li agrada voltar entorn de les esposes de Salomó i Betsabé. Però aquí, Asmedai sembla comparable als sàtirs dels grecs més que a un dimoni perniciós.
Una altra llegenda talmúdica mostra al Rei Salomó enganyant al dimoni per fer-lo col·laborar en la construcció del temple de Jerusalem. En una altra llegenda canvia el seu lloc per uns anys amb el Rei Salomó. Potser caldria mencionar també la llegenda que conta que Asmodai és el rei dels dimonis, comparable el Satan cristià, i casat amb Lilit, la filla de Samael i Lilit (l'esposa original d'Adam).
També es diu que era el descendent de la unió entre Adam i l'àngel de la prostitució, Naamah, concebut mentre Adam estava casat amb Lilit.

## En elTestament de Salomó
En el Testament de Salomó, un text de l'època que va del segle i al segle tercer, el rei invoca Asmodeu perquè l'ajudi en la construcció del Temple. El dimoni apareix i pronostica que el regne de Salomó serà dividit. Quan Salomó interroga després a Asmodeu, descobreix que Asmodeu és vençut per l'arcàngel Rafael, i pel peix trobat als rius d'Assíria. També admet que ha avorrit l'aigua.

## En elMalleus Maleficarum
En el Malleus Maleficarum (1486), Asmodai era considerat el dimoni de la luxúria. Cosa amb la qual concorda Sebastian Michaelis qui diu que és l'adversari de Sant Joan. Alguns demonòlegs del segle xvi assignaven cada mes a un dimoni, i es considerava que el novembre era el més en què el poder d'Asmodai era més fort. Altres demonòlegs afirmaven que el signe del Zodíac assignat a Asmodeu era aquari però només entre les dates del 30 de gener i el 8 de febrer.
Té setanta-dues legions de dimonis sota el seu comandament. És, per tant, un dels Reis de l'Infern sota Llucifer l'emperador. Incita a la luxúria, i és el supervisor de les cases de meuques a la cort de l'Infern. Qualque teòleg catòlic el compara amb Abadon. Altres autors consideren Asmodai com el príncep de la venjança i protector dels homosexuals, atès que l'homosexualitat és un dels seus mètodes de seducció.

## En elDiccionari Infernal
En el Diccionari Infernal de Collin de Plancy, Asmodai és dibuixat amb el bust d'un home, cames de gall, coa de serp, tres caps (un d'home escopint foc, un d'ovella i un de toro), cavalcant un lleó amb ales de drac i collar, tots aquests animals s'associen a la lascívia, la luxúria o la venjança.

## A LaClavícula de Salomó
Asmodai apareix com el rei 'Asmoday' de l'Ars Goetia, on es diu que té un segell d'or i és esmentat amb el nombre trenta-dos d'acord amb el seu rang.
És fort, poderós i apareix amb tres caps; el primer com un toro, el segon com un home, i el tercer com un moltó; la coa de serp, i de la seva boca surten flamarades de foc. Seu a la vora d'un drac infernal, porta una llança amb una bandera i, entre les Legions del Príncep de L'Infern, Asmodai governa setanta-dues legions d'esperits inferiors.